# Mycosis fungoides
Die Mycosis fungoides (MF) ist ein T-Zell-Non-Hodgkin-Lymphom, das vorwiegend die Haut betrifft. Als Erstbeschreiber gelten die französischen Ärzte Jean-Louis-Marc Alibert und Pierre-Antoine-Ernest Bazin in der ersten Hälfte des 19. Jahrhunderts. Die Erkrankung wird deswegen auch als Alibert-Bazin-Syndrom bezeichnet. Diese Benennung ist – ebenso wie der ältere deutsche Name Wucherflechte – jedoch kaum in Gebrauch.
Aufgrund der Hauterscheinungen glaubten die Erstbeschreiber, es mit einer Pilzerkrankung (Mykose) der Haut zu tun zu haben, daher die irreführende Bezeichnung. Bisher gibt es jedoch keinen sicheren Nachweis dafür, dass die Erkrankung durch infektiöse Agentien (Viren, Bakterien, Pilze) verursacht wird.
Die Erkrankung geht von bösartig entarteten (CD4 positiven) T-Helfer-Zellen aus.
Insgesamt handelt es sich um eine sehr seltene Erkrankung (nur 0,5 % aller malignen Lymphome), unter den primär kutanen T-Zell-Lymphomen ist die MF jedoch die häufigste Form.

## Epidemiologie

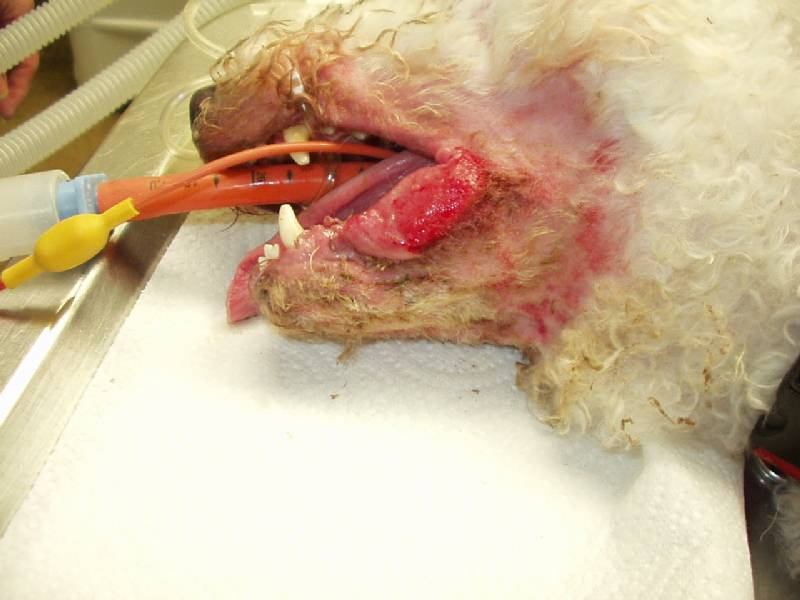
Mycosis fungoides an der Lefze eines Hundes

Mycosis fungoides ist das häufigste primäre kutane Lymphom.
Die Erkrankung betrifft vor allem Patienten über 40 Jahren (Median 50-60 a), dabei sind Männer doppelt so häufig betroffen wie Frauen.
Sie tritt auch bei Tieren auf (→ Epitheliotropes T-Zell-Lymphom des Hundes). Hunde mit einer atopischen Dermatitis haben eine 12-fach erhöhte Erkrankungswahrscheinlichkeit.

## Stadien und Symptome
- Prämykotisches Stadium:

Das prämykotische Stadium ist gekennzeichnet durch uncharakteristische Hautausschläge mit hartnäckigem Juckreiz und evtl. Schuppung v. a. am Körperstamm. Die Effloreszenzen können verschwinden und an einer anderen Stelle wieder erscheinen. Diese Ekzem-artigen Läsionen können über Jahre in diesem Stadium verharren und gehen dann in das infiltrative Plaque-Stadium über. Im prämykotischen Stadium sind z. T. Heilungen noch möglich.
- Plaque-Stadium:

In diesem Stadium finden sich oft ringförmige, Plaque-artige und leicht erhabene Effloreszenzen, die in der Ausprägung unterschiedlich sein können.
- Tumorstadium:

In diesem Stadium kommt es zur Ausbildung von multiplen, knotigen und rot-bräunlichen Tumorknoten im Bereich der Haut, oft auch im Bereich des Gesichtes (Facies leonina, Löwengesicht). Die Knoten können ulzerieren. In schweren Fällen kommt es zur Erythrodermie.
In diesem Stadium kommt es in der Regel zur systemischen Ausbreitung des Lymphomes.
- Lymphknotenbefall:

In diesem Stadium kommt es zum Befall von multiplen Lymphknoten.
- Befall innerer Organe:

Die Mycosis fungoides befällt im fortgeschrittenen Stadium Leber, Milz, Lunge und Blut. Das Knochenmark ist bei etwa 30 % der Patienten befallen. Der Befall innerer Organe ist prognostisch ungünstig.

## Tumorstaging
Das Tumorstaging erfolgt nach den Regeln des TNM-Systems. Außerdem wird klinisch die Stadieneinteilung nach der AJCC (American Joint Cancer Committee) verwendet.

## Pathologie
Histologisch lassen sich in den betroffenen Hautarealen polymorphkernige Infiltrate vor allem in der Lederhaut nachweisen. Mit dem Krankheitsfortschritt überwiegen in diesen Infiltraten immer mehr die eigentlichen neoplastischen Zellen. Diese sind überwiegend klein, besitzen einen zerebriform gelappten Zellkern und entsprechen von ihrem Immunphänotyp T-Helfer-Zellen. Sie zeigen einen deutlichen Epidermotropismus, d. h., sie infiltrieren vom Korium her die Epidermis. In den höheren Lagen der Epidermis (vor allem dem Stratum spinosum) bilden sie so genannte Pautrier-Mikroabszesse, das heißt kleine herdförmige Tumor-Zell-Inseln. Die betroffene Haut zeigt außerdem in der Regel eine Para- und Orthokeratose und eine unregelmäßige Akanthose. Im Abflussgebiet der Hautläsionen können Lymphknoten das Bild einer so genannten dermatopathischen Lymphadenitis zeigen. In derartig veränderten Lymphknoten lässt sich ein Lymphom nicht immer sicher diagnostizieren.
Auch in den auf die Haut lokalisierten Stadien ließen sich neuerdings mit sensitiven Methoden im Knochenmark und im Lymphknoten Tumorzellen nachweisen. Die klinische Bedeutung dieser Tatsache ist noch nicht gänzlich klar. Im Plaque- und Tumorstadium lassen sich bei bis zu 25 % der Patienten Tumorzellen im Blutausstrich nachweisen.
Es sind keine charakteristischen chromosomalen Veränderungen bekannt. Die molekulare Grundlage des Epidermotropismus ist noch nicht geklärt. Vermutlich exprimieren die Tumorzellen bestimmte Homing-Faktoren bzw. sind abhängig von Haut-spezifischen Wachstums-Faktoren. Auch normale T-Lymphozyten zeigen zum Teil einen Epidermotropismus.

## Ätiologie
Die Ätiologie der Erkrankung ist unklar. Es existieren jedoch unterschiedliche Hinweise:
- Virale Hypothese: Es gibt andere T-Zell-Lymphome, die mit dem Virus HTLV-1 assoziiert sind. Dies ließ sich bei der Mycosis fungoides nicht zeigen.
- Zum Teil findet man bei Patienten verstärkt allergische Reaktion vom Typ IV. Dies lässt auf eine vermehrte Aktivität von T-Helferzellen schließen.
- Bei vielen Patienten fand sich eine vermehrte Exposition gegenüber Chemikalien. Personen, die in der Metallverarbeitung oder in der Landwirtschaft tätig sind, haben ein erhöhtes Risiko.
- Chronische Entzündungen sollen zur chronischen Stimulation und Proliferation von T-Lymphozyten führen.

## Diagnostik
Die Diagnostik erfolgt in der Regel durch eine Biopsie aus den betroffenen Hautbezirken bzw. tumorösen Läsionen, in den generalisierten Stadien auch an Biopsien aus Lymphknoten, Knochenmark und den betroffenen Organen. Im Knochenmark können die Infiltrate ähnlich einer B-CLL sein, jedoch sind die Infiltrate im Gegensatz zur B-CLL saure Phosphatase- und saure Naphthol-Acetatesterase-positiv.
Das leukämische Sézary-Syndrom kann am Blutausstrich und immunphänotypischer Typisierung diagnostiziert werden. Die Monoklonalität der Tumorzellen kann durch molekularbiologische Untersuchungen des T-Zell-Rezeptor-Rearrangement nachgewiesen werden.

## Sonderformen
siehe auch: Sézary-Syndrom
Das Sézary-Syndrom ist eine generalisierte, erythrodermische und leukämische Variante der Mycosis fungoides mit schlechter Prognose. Im Gegensatz zur Mycosis fungoides schreitet die Erkrankung in der Regel nicht in das Tumorstadium fort, sondern die Tumor-Zellen (sog. Sézary- oder Lutzner-Zellen) breiten sich früh generalisiert über das Blut aus und befallen das Knochenmark, Lymphknoten und andere Organe. Sézary-Zellen besitzen den Phänotyp von reifen T-Lymphozyten (CD 4 positiv, CD5 positiv) und sind charakterisiert durch ihren typischen zerebriformen Zellkern. Diese Zellen finden sich auch in den Gewebe-Infiltraten der Mycosis fungoides. Therapeutisch wird das Sézary-Syndrom wie die Mycosis fungoides behandelt.

## Differentialdiagnose
Im prämykotischen Stadium ist die Mycosis fungoides vor allem von primären, ekzematösen Hauterkrankungen abzugrenzen (z. B. Atopisches Ekzem, Schuppenflechte).

## Therapie
Stadiengerecht
Stadium 1:
- Exzision im Gesunden
- Photochemotherapie mit Psoralen und UV-Behandlung (PUVA)

Stadium 2:
- Photochemotherapie mit Psoralen und UV-Behandlung (PUVA)
- topische Behandlung mit Retinoiden, Kortikoiden u. a.
- lokale Zytostatika
- Radiatio und Ganzkörperbestrahlungen

Stadium 3:
- Photochemotherapie mit Psoralen und UV-Behandlung (PUVA)
- Interferon-alpha-Therapie
- Therapie mit monoklonalen Antikörpern (z. B. Anti-CD52, Campath®)
- Kombinationschemotherapie

- Extrakorporale Photopherese

Allgemeinmaßnahmen:
- Behandlung des Juckreizes (Pruritus)

## Prognose
In Stadium I kann die Erkrankungen über Jahre sistieren oder geheilt werden. Ansonsten gilt die Mycosis fungoides als unheilbare Erkrankung. Das Sézary-Syndrom hat eine schlechte Prognose. Eine Erkrankung mit Tumorzellen mit dem Immunphänotyp von T-Suppressorzellen (CD 8 positiv) scheint prognostisch keine Auswirkung zu haben.

## Komplikationen
- Übergang in ein hochmalignes T-Zell-Lymphom (großzelliges T-Zell-Lymphom)
- Befall innerer Organe
- funktionelle Immunsuppression (wahrscheinlich auf Grund von durch das Lymphom sezernierten Faktoren)